# Massa (Libia)
 Massa (in arabo مسة o ماسة‎?) è una città del distretto di al-Jabal al-Akhdar, nel Nord-est della Libia. Si trova a 10 km a ovest di Beida.
Fu fondata nell'epoca coloniale italiana (1933) con il nome di Luigi Razza.
A Massa si trova un'associazione, la Ain as Saqr, interessata nel recupero di antichità libiche.
Il sito archeologico di Ein Targhuna, ritenuto un insediamento militare ebraico risalente al periodo romano, si trova a 6 chilometri a ovest.